# Махотин, Сергей Анатольевич
Махо́тин Серге́й Анато́льевич (родился 12 мая 1953 года) — российский поэт, прозаик, автор произведений для детей. Член Союза писателей Санкт-Петербурга.

## Биография
Родился в 1953 году. Детство прошло в городе Сочи. С 1973 года живёт в Ленинграде. Прежде, чем стать писателем, служил в армии, работал звукооператором на Сочинском телевидении, грузчиком в геологической партии, недолго поучился в Институте киноинженеров, закончил поэтическое отделение Литературного института. Работал корреспондентом газеты «Ленинские искры», в начале 80-х стал писать для детей и печататься в журналах «Костер» и «Искорка».

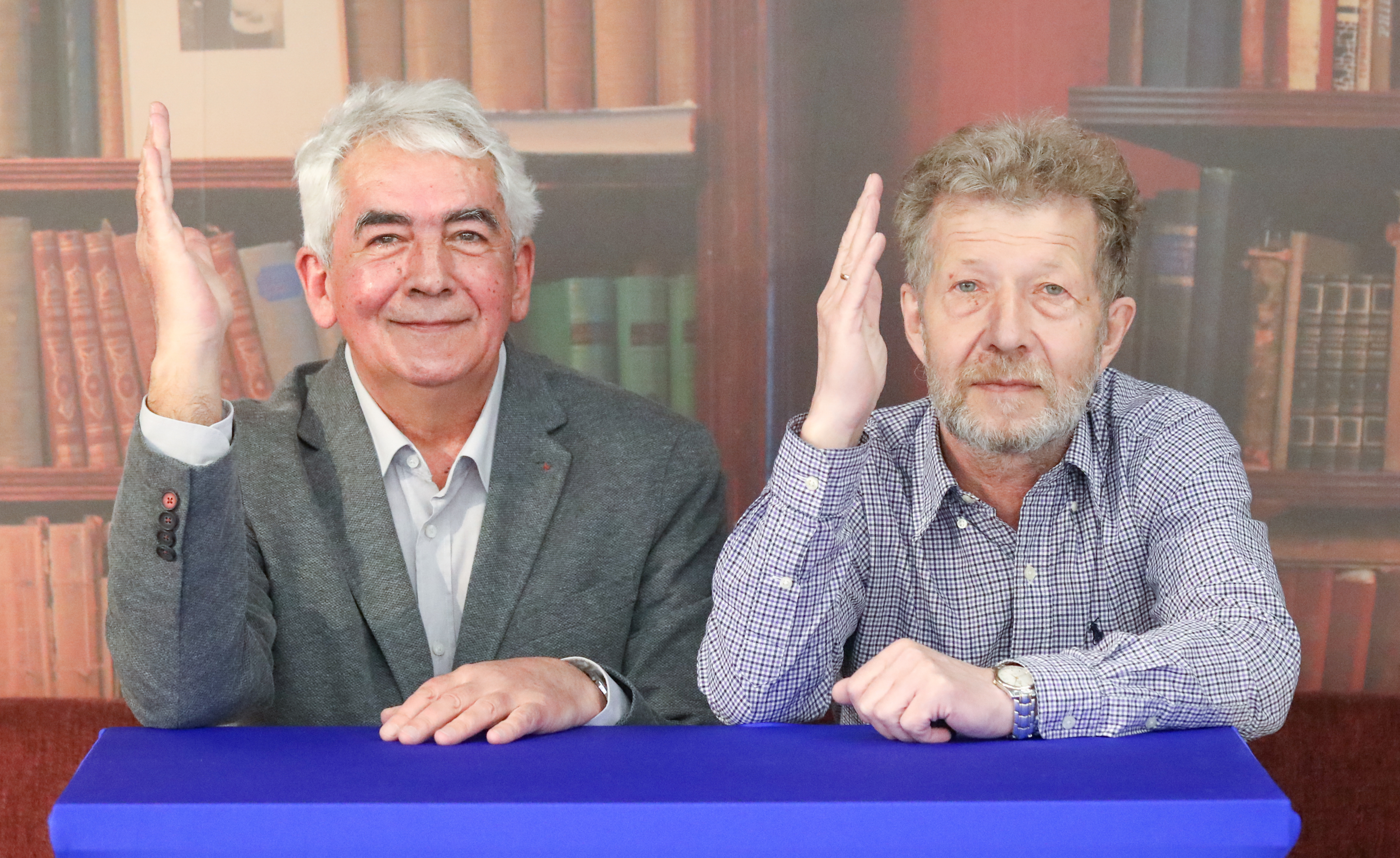
Сергей Махотин и Андрей Усачёв в Российской государственной детской библиотеке

В 1985 году в двух центральных издательствах — «Детская литература» и «Малыш» — появились первые книги стихов: «Море в банке» и «Здравствуй, день!».
Среди изданных произведений: сборники детских стихов, историческая проза — повести «Юноша стройный на белом коне. Повествование о святом великомученике Георгии Победоносце» и «Крест Андрея Первозванного», роман «Марфа окаянная».
Работал главным редактором знаменитой детской радиопрограммы «Заячий остров». В настоящее время редактор детского вещания «Радио России» передача «Малая Садовая».
В 2008 году за сборник «Вирус ворчания» Сергей Махотин получил в Копенгагене диплом имени Андерсена, является лауреатом Литературной премии им. Маршака.
В мае 2011 года участвовал в 5-м книжном фестивале в Таганроге в качестве гостя.